# João Aguiar (político)
João Aguiar (Ribeirão Preto, 9 de julho de 1893 — Jacarezinho, 20 de dezembro de 1986) foi um político brasileiro. Exerceu o mandato de deputado federal constituinte pelo Paraná de 1946 até 1951.
Ele se formou na Escola de Agronomia de Piracicaba em 1918. Em seguida mudou-se para o Paraná, onde foi agropecuarista e industrial. Em 1928 foi eleito prefeito de Jacarezinho, município ao norte do Paraná, onde cumpriu mandato até 1930.
Foi eleito deputado estadual em outubro de 1934, começando o mandato em maio de 1935. Porém, deixou seu cargo em 1937 por conta do Estado Novo, regime instaurado por Getúlio Vargas, que anulou os órgãos legislativos do pais.
Oito anos depois, em 1945, foi eleito deputado federal constituinte pelo Paraná na legenda do Partido Social Democrático (PSD). Quando a nova Constituição foi promulgada, os cargos na Assembléia da Câmera tornaram-se ordinários, fazendo com que João Aguiar assumisse A Comissão Permanente de Tomada de Contas em 1948.
Durante esse período foi membro do Conselho Consultivo do Departamento Nacional do Café. Tentou uma reeleição como deputado em 1950, mas sem sucesso, e um ano depois deixou a câmera no final de sua legislatura